# Hradiště, Benešov
Hradiště là một làng thuộc huyện Benešov, vùng Středočeský, Cộng hòa Séc.